# Kafehydrocyanit
Kafehydrocyanit ist ein extrem seltenes Mineral aus der Klasse der organischen Verbindungen und  einzige bisher bekannte Mineral aus der Gruppe der Cyanide. Bei Kafehydrocyanit handelt es sich chemisch gesehen um Kaliumhexacyanidoferrat(II). Von diesem Mineral wurden bisher lediglich drei Fundorte in Sibirien und im Ural bekannt, wobei bis heute noch strittig ist, ob es sich um ein rein natürlich gebildetes Mineral handelt, oder ob anthropogene Einflüsse zur Bildung beigetragen haben. Kafehydrocyanit bildet weiße Stalaktiten in alten Bergwerksschächten.

## Etymologie und Geschichte
Der Name leitet sich von der chemischen Bezeichnung Kalium-hexacyanidoferrat-hydrat ab. Erstmals beschrieben wurde Kafehydrocyanit durch A.S. Povarennykh und L.D. Rusakova im Jahre 1973. Schon 1974 wurde das Mineral von der IMA veröffentlicht, wobei eine offizielle Bestätigung durch die
CNMNC bis heute nicht erfolgt ist.

## Klassifikation
In der mittlerweile veralteten, aber noch gebräuchlichen 8. Auflage der Mineralsystematik nach Strunz gehörte Kafehydrocyanit zur Mineralklasse der „Organischen Verbindungen“ und dort zur Abteilung der „Salze organischer Säuren“, wo er zusammen mit Abelsonit, Calclacit, Dashkovait, Earlandit, Formicait, Hoganit, Julienit, Mellit, Paceit die sog. Mellit-Julienit-Gruppe bildet.
Die seit 2001 gültige und von der International Mineralogical Association (IMA) verwendete 9. Auflage der Strunz’schen Mineralsystematik ordnet Kafehydrocyanit ebenfalls in die Klasse der „Organischen Verbindungen“ und dort in die Abteilung der „Salze von organischen Säuren“ ein. Hier ist er in der Unterabteilung „Cyanate“ zu finden, unter der auch Cyanide zu finden sind. Hier ist Kafehydrocyanit das einzige Mineral der Gruppe 10.AD.10.
Auch die Systematik der Minerale nach Dana ordnet den Kafehydrocyanit in die Klasse der „Organische Minerale“ und dort in die Abteilung „Salze organischer Säuren (Mellitate, Citrate, Cyanate und Acetate)“ ein.  Hier bildet er den einzigen Vertreter der Gruppe 50.02.05.
Kafehydrocyanit ist das einzige bisher bekannte Cyanid-Mineral. Von den Erstbeschreibern des Kafehydrocyanit wurde die Vermutung geäußert, dass es neben Kafehydrocyanit noch weitere Vertreter aus der Gruppe der Ferro- bzw. Ferricyanide vorkommen könnten. Offiziell anerkannte Funde wurden allerdings bisher nicht gemacht (Stand 2011).
Auch wenn Kafehydrocyanit nach den Klassifikationen von Strunz und Dana als Salz einer organischen Säure eingestuft wird, so ist die Bildung von Cyaniden nicht zwangsweise an biologische Prozesse gebunden. In der Chemie werden die Salze der Blausäure nicht als organische, sondern als anorganische Stoffe klassifiziert.

## Kristallstruktur
Kafehydrocyanit kristallisiert im tetragonalen Kristallsystem in der Raumgruppe I41/a  mit den Gitterparametern a = 9,394 Å und c = 33,72 Å sowie acht Formeleinheiten pro Elementarzelle. Der Gehalt an Kristallwasser ist nicht einheitlich, obwohl er mit drei Wassermolekülen pro Formeleinheit angegeben ist. IR-spektroskopische Messungen lassen vermuten, dass gleichzeitig zum Trihydrat auch die wasserfreie Variante und das Monohydrat vorliegen.

## Eigenschaften
Chemisch gesehen handelt es sich bei Kafehydrocyanit um Kaliumhexacyanidoferrat(II) (K4[Fe2+(CN)6]·3(H2O)). Es ist leicht in Wasser löslich. Ein charakteristischer, eindeutiger Nachweis für dieses Mineral ist die Bildung von Berlinerblau durch die Zugabe von Eisen(III)ionen zur wässrigen Lösung.
Trotzdem Kafehydrocyanit als ein Derivat der giftigen Blausäure aufgefasst werden kann, ist der Hexacyanidoferrat(II)-Komplex sehr stabil und damit ungiftig. Das dem Kafehydrocyanit analoge gelbe Blutlaugensalz ist als Lebensmittelzusatz zugelassen. Erst bei Temperaturen oberhalb von 400 °C zersetzt sich das Mineral unter Bildung von Kaliumcyanid.
Verschiedene Quellen geben an, dass Kafehydrocyanit im Kontakt mit heißen, anorganischen Säuren giftige Blausäure freisetzt. Diese Aussagen können durchweg angezweifelt werden, da der Cyanidoferrat-Komplex sehr stabil ist und sich auch in starken anorganischen Säuren nicht zersetzt.

## Bildung und Fundorte
Bisher sind zwei Fundorte in Sibirien und einer im Ural bekannt geworden:
- Erstbeschreibung für das Goldvorkommen bei Medvezhii Log (Sajangebirge), Tuwa/Russland
- Goldlagerstätte von Medvezhii Log (Sajangebirge), Tuwa/Russland
- Kupferlagerstätte von Blyava (Oblast Orenburg), Südural/Russland

Es tritt dort in Bergwerksschächten in Form von blass gelb-grünen Stalaktiten auf. Hier bildet das Mineral Aggregate mit kleinen Kristallen von 0,2 bis 1,5 mm aus. Vergesellschaftete Mineralien sind Melanterit und Gips auf Pyrit- und Pyrrhotin-Gängen.
Bisher ist strittig, woher die cyanidhaltigen Wässer kommen, die zur Bildung des Kafehydrocyanit geführt haben. Die Erstbeschreiber A.S. Povarennykh und L.D. Rusakova geben als Quelle organisch belastetes Wasser aus den obersten Bodenschichten an. Insbesondere wird von den Erstbeschreibern Wert darauf gelegt, dass die Quellen für die organischen Belastungen nicht anthropogenen Ursprungs sind. Es wird auch bestritten, dass Cyanid als Abwässer der Goldgewinnung zur Bildung des Kafehydrocyanit geführt haben könnten, da im Gebiet des Fundortes (Goldvorkommen bei Medvezhii Log) angeblich keine Cyanidlaugerei betrieben wird.
Diese Behauptungen werden heute angezweifelt. Aus diesem Grund wird Kafehydrocyanit als von der IMA veröffentlichtes, aber nicht generell anerkanntes Mineral geführt.

## Verwendung
Aufgrund des Umstandes, dass Kafehydrocyanit bisher nur an einem Fundort gefunden wurde, hat es als Rohstoff keine Verwendung.
Da es sich bei Kafehydrocyanit um gelbes Blutlaugensalz handelt, sind theoretisch die gleichen Verwendungszwecke denkbar.